# Віймсі (волость)
Віймси (ест. Viimsi vald) — волость в Естонії, у складі повіту Гар'юмаа. Волосна адміністрація розташована в селищі Віймси.

## Розташування
Площа волості — 72,84 км², чисельність населення станом на 1 серпня 2014 року становить 18085 осіб.
Адміністративний центр волості — сільське селище (ест. alevik) Віймси. Крім того, на території волості знаходяться ще селище Гаабнееме і 20 сіл: Вяікехеінамаа (Väikeheinamaa), Ідаотса (Idaotsa), Келнасе (Kelnase), Келвінгі (Kelvingi), Лаіакюла (Laiaküla), Леппнееме (Leppneeme), Лиинакюла (Lõunaküla), Лубйа (Lubja), Ляянеотса (Lääneotsa), Метсакасті (Metsakasti), Міідуранна (Miiduranna), Мууга (Muuga), Прінгі (Pringi), Пярнамяе (Pärnamäe), Пююпсі (Püünsi), Рандвере (Randvere), Рохунееме (Rohuneeme), Тагакюла (Tagaküla), Таммпееме (Tammneeme), Яігрумяе (Äigrumäe).

## Міста-побратими[3]
- Барлебен, Німеччина
- Ши, Норвегія
- Сулеювек, Польща
- Порвоо, Фінляндія
- Тебю, Швеція